# Isometrus
Az Isometrus a pókszabásúak (Arachnida) osztályának skorpiók (Scorpiones) rendjébe, ezen belül a Buthidae családjába tartozó nem.

## Előfordulásuk
Az Isometrus-fajok előfordulási területe Ázsia déli és délkeleti részére, valamint Óceánia egyes szigeteire korlátozódik. Ez alól kivételt képez az Isometrus maculatus amely a Föld sok más trópusi térségén is megtalálható; részben az embernek köszönhetően.

## Rendszerezés
A nembe az alábbi 31 faj tartozik (meglehet, hogy a lista hiányos):
- Isometrus acanthurus Pocock, 1899
- Isometrus assamensis Oates, 1888
- Isometrus atherii Amir & Kamaluddin, 2008
- Isometrus basilicus Karsch, 1879
- Isometrus besucheti Vachon, 1982
- Isometrus bilyi Kovařík, 2003
- Isometrus brachycentrus Pocock, 1899
- Isometrus corbeti Tikader & Batawade, 1983
- Isometrus deharvengi Lourenço & Duhem, 2010
- Isometrus formosus Pocock, 1894
- Isometrus garyi Lourenço & Huber, 2002
- Isometrus hainanensis Lourenço, Qi & Zhu, 2005
- Isometrus heimi Vachon, 1976
- Isometrus isadensis Tikader & Bastawade, 1983
- Isometrus khammamensis Kovařík, 2003
- Isometrus krasenskyi Kovařík, 1998
- Isometrus kurkai Kovařík, 1997
- Isometrus lao Lourenço & Leguin, 2012
- Isometrus liaqatii Amir & Kamaluddin, 2008
- Isometrus loebli Vachon, 1982
- Isometrus maculatus (DeGeer, 1778)
- Isometrus melanodactylus (L. Koch, 1867)
- Isometrus navaiae Kovařík, 1998
- Isometrus petrzelkai Kovařík, 2003
- Isometrus problematicus Kovařík, 2003
- Isometrus rigidulus Pocock, 1897
- Isometrus thurstoni Pocock, 1893
- Isometrus thwaitesi Pocock, 1897
- Isometrus tibetanus Lourenço & Zhu, 2008
- Isometrus vittatus Pocock, 1900
- Isometrus zideki Kovařík, 1994

### Fordítás
- Ez a szócikk részben vagy egészben  az   Isometrus című angol Wikipédia-szócikk ezen változatának fordításán alapul.  Az eredeti cikk szerkesztőit annak laptörténete sorolja fel. Ez a jelzés csupán a megfogalmazás eredetét és a szerzői jogokat jelzi, nem szolgál a cikkben szereplő információk forrásmegjelöléseként.